# Stazione di Finale Ligure Marina
La stazione di Finale Ligure Marina è una stazione ferroviaria posta tra due gallerie sulla linea Genova-Ventimiglia, nel tratto locale compreso tra Savona e Imperia. Serve la cittadina di Finale Ligure e alcuni centri minori tra cui quelli posti sulla SP 490 del Colle del Melogno.
Lo scalo è situato in Piazzale Vittorio Veneto, adiacente alla via Aurelia, a circa 200 metri dal mare e 500 metri dal centro cittadino.

## Storia
Fino al 1927 era denominata Finalmarina, in tale data assunse la denominazione di Finale Ligure (Marina).
Il fabbricato viaggiatori fu costruito nel 1938 su progetto dell'architetto Roberto Narducci.

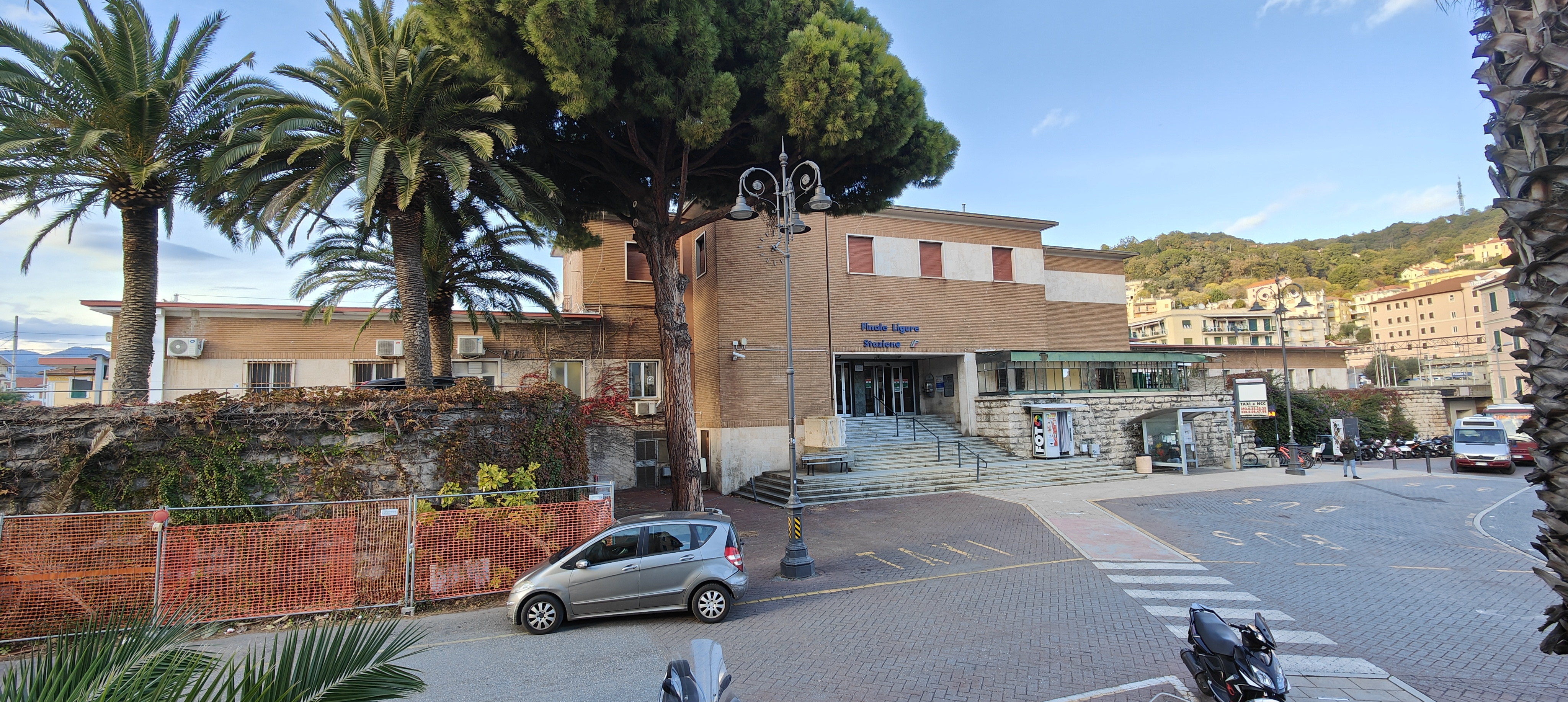
La parte frontale

## Strutture e impianti
La stazione si compone di un fabbricato viaggiatori, di tre banchine che servono i quattro binari passanti e di uno scalo merci.

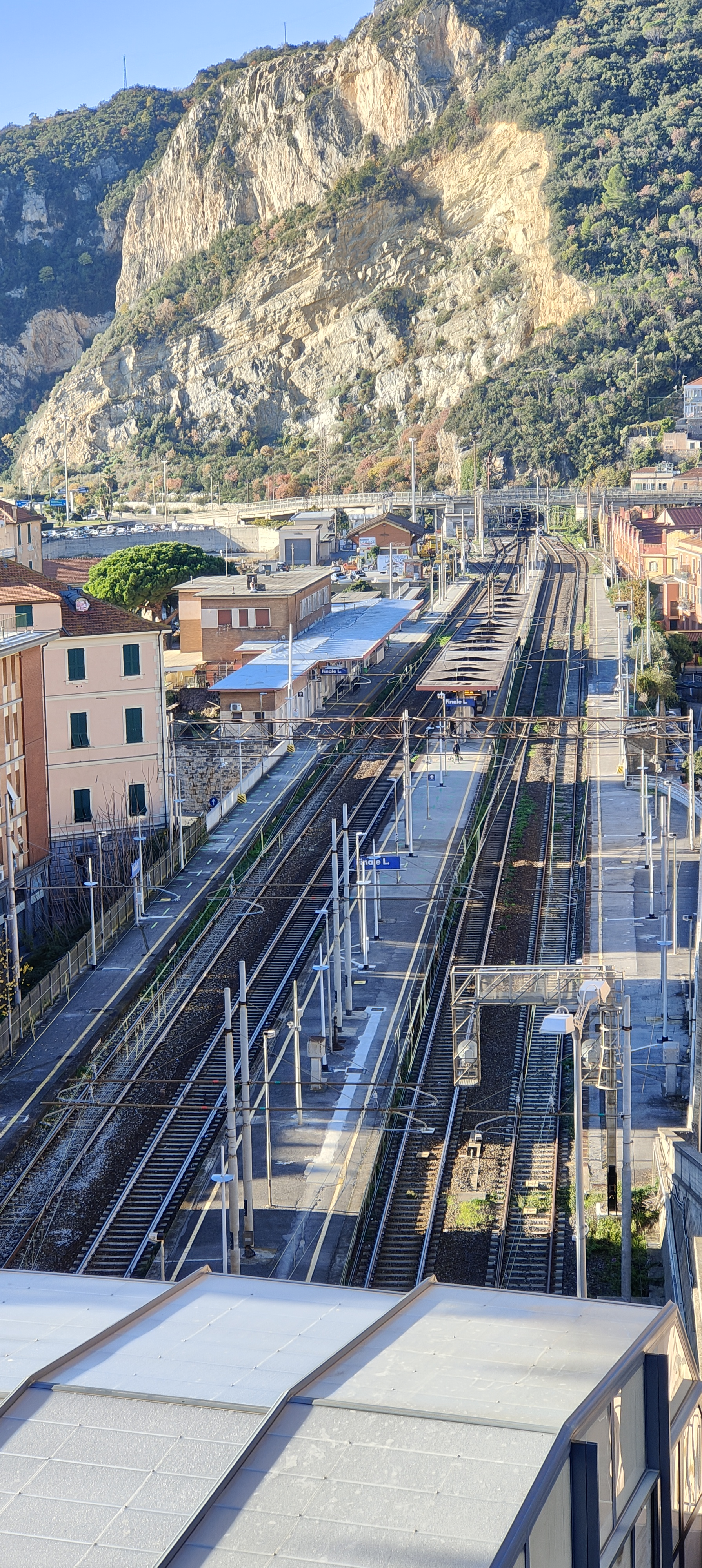
La stazione vista da Salita del Grillo

I binari a disposizione per la sosta e il transito dei treni sono 4. Generalmente (in condizioni di traffico regolare e senza ritardi) i treni in sosta nella stazione sono così distribuiti:
- binari 1 e 2: tutti i treni provenienti da Savona, Genova, Torino, Milano, Roma e diretti ad Albenga, Ventimiglia, Francia;
- binario 3: tutti i treni provenienti dalla Francia, da Albenga o Ventimiglia e diretti a Savona, Genova, Torino, Milano, Roma.
- binario 4: usato come ricovero

## Servizi
La stazione, che RFI considera di categoria silver, dispone di:
- Biglietteria a sportello
- Biglietteria automatica
- Servizi igienici
- Bar

## Movimento
Nella stazione fermano quasi tutti i treni di transito.

## Interscambi
Il piazzale antistante la stazione è fermata e capolinea delle linee di autobus serviti dalle linee TPL.
La stazione è servita anche da autolinee gestite da TPL Linea.
- Fermata autobus